# Конвенція Ради Європи про захист дітей від сексуальної експлуатації та сексуального насильства
Конвенція Ради Європи про захист дітей від сексуальної експлуатації та сексуального насильства (англ. Council of Europe Convention on the Protection of Children against Sexual Exploitation and Sexual Abuse) — багатосторонній міжнародний договір Ради Європи, яким країни погоджуються кримінально переслідувати певні форми сексуального насильства над дітьми. Це перша міжнародна угода, яка торкається питання сексуального насильства над дітьми, яке відбувається вдома чи в сім'ї.

## Зміст
Держави, які ратифікували Конвенцію, погоджуються кримінально переслідувати сексуальну активність з дітьми, молодшими за вік сексуальної згоди, незалежно від контексту, в якому відбувається така поведінка; угода також вимагає кримінального переслідування дитячої проституція та порнографії. Конвенція встановлює декілька заходів запобігання сексуальній експлуатації дітей та сексуальному насильству над ними, включно з відповідними інформуванням та освітою дітей, нагляд за порушниками та скринінг і тренування дорослих, які працюють офіційно або на волонтерських засадах у роботі з дітьми.

## Укладення та вступ в дію
Конвенція була укладена та підписана 25 жовтня 2007 року на Лансароте, Іспанія. Її підписали всі держави — членкині Ради Європи. Останньою з підписанток була Чехія в липні 2014 року Конвенція набула чинності 1 липня 2010 року після того, які її ратифікували п'ять країн.
Україна підписала Конвенцію 14 листопада 2007 року у Страсбурзі, але Верховна Рада ратифікувала її лише в червні 2012 року.

## Країни, які приєдналися
Станом на лютий 2015 року Конвенцію ратифікували 36 таких країн:
- Албанія
- Андорра
- Австрія
- Бельгія
- Боснія і Герцеговина
- Болгарія
- Хорватія
- Кіпр
- Данія
- Фінляндія
- Франція
- Грузія
- Греція
- Ісландія
- Італія
- Латвія
- Литва
- Люксембург
- Північна Македонія
- Мальта
- Молдова
- Монако
- Чорногорія
- Нідерланди
- Польща
- Португалія
- Румунія
- Росія
- Сан-Марино
- Сербія
- Словенія
- Іспанія
- Швеція
- Швейцарія
- Туреччина
- Україна

Хоча Конвенція була спеціально розроблена для Ради Європи, вона відкрита для приєднання будь-якої країни світу; однак на цей час жодна країна поза Радою Європи її не підписала чи ратифікувала.